# Фродоалд (граф на Ван)
Фродоалд или Хродолт (на френски: Frodoald (Hrodoald), Hrodolt, умр. ок. 814) е първият граф на Ван от 799 до 814 г. в Западна Франция, в регион Бретан.

## Биография
Гуидо е син на Ламберт от фамилията Гвидони от Австразия и на Деотбрика от Бозонидите.
През 799 г. Карл Велики го прави граф на Ван, а брат му Гуидо получава управлението на Нант и Бретонската марка. Около 814 г. Фродоалд умира и Графство Ван преминава към синът му Ги II дьо Ван.